# Дмитро Зеленський
Дмитро Зеленський — український державний та військовий діяч у добу Гетьманщини. Полковник Лубенського полку Війська Запорозького Городового. Свояк Гетьмана Іоанна Мазепи.

## Біографія
Син Михайла Зеленського. Від 1689-го знатний військовий товариш. Полковник Лубенського полку приблизно з 1700 р., після смерті попереднього полковника Лубенського Леонтія Свічки (05. 08. 1699).
Як видно з листа Пилипа Орлика Стефану Яворському, належав до тих старшин, які після доносу Василя Кочубея з власної ініціативи складали повторну присягу Гетьману.
| «Обіщая, при его достоинстві и при обороні прав и волностей войсковых до крове стоять, и в наиболшом нещастю не отступать его, яко вожда и рейментара своего». |
Гетьман Іоанн Мазепа мав у числі найближчого порадника у зовнішніх справах саме Дмитра Зеленського — поруч із Данилом Апостолом та Дмитром Горленком. У колі цих трьох представників Генеральної Старшини він остаточно вирішував справу з союзом із королем Швеції Карлом ХІІ-им. Пилип Орлик зазначав:
| «Отказали на тое всі единогласно, чтоб не ишол, и совітовали, дабы немедленно до короля шведского посылал с прошением о протекцию». |
Лубенський полк брав участь у героїчній обороні Батурина (Дмитро Зеленський у той момент був разом з Іваном Мазепою).
Після Полтавського бою лубенський полковник разом з багатьма іншими старшинами здався. На допиті він вдавав, що нічого не знав про союз із Шведським Королівством аж до переходу на бік шведів:
| «...А перешед Десну, объявил ему, Зеленскому, что будто генерал... Меншиков идет по него и по всю старшину, которых хочет побрать и забить в колодки». |
Цьому поясненню царські сановники не повірили. Розслідування показало, що він належав до кола посвячених гетьмана.
Лубенського полковника ув'язнили і 1711 року заслали до Сибіру, де він і помер у бідності та злиднях.
У межах відеопроєкту «Повернуті із небуття» у Лубнах створили відеоролик про життєвий шлях визначного українця.
Джерела:
1. Розпорядження лубенського полковника Дмитра Зеленського сотнику Семену Вакуленку (від 16 січня 1701 р.) / Військові кампанії доби гетьмана Івана Мазепи в документах. Упор. Сергій Павленко. - К., ВД "Києво-Могилянська академія", 2009. - с. 899.